# San Giusto (nave soccorso)
La San Giusto è stata una nave soccorso (già posamine) della Regia Marina, già motonave mista italiana.

## Storia
Costruita tra il 1928 ed il 1929 nei cantieri spezzini del Muggiano, l'unità era in origine una motonave mista da 861 tonnellate di stazza lorda, di proprietà della Società anonima di Navigazione Istria, con sede a Trieste. Iscritta con matricola 292 al Compartimento marittimo di Trieste, la nave svolgeva servizio locale di collegamento e trasporto merci e passeggeri tra i porti dell'Istria ed il capoluogo giuliano.
L'11 maggio 1940, poco prima dell'ingresso dell'Italia nella seconda guerra mondiale, la San Giusto venne requisita dalla Regia Marina ed iscritta nel ruolo del naviglio ausiliario dello Stato, con denominazione M 14 ed impiego come posamine. Dopo i lavori di adattamento a posamine, la piccola unità venne assegnata al Gruppo Navi Ausiliarie Dipartimentali del Comando Militare Marittimo di Pola, con base nel capoluogo istriano.
Nel periodo compreso tra il 6 giugno ed il 10 luglio 1940 il San Giusto, insieme ai posamine Azio, Albona, Laurana e Rovigno, posò nell'Alto Adriatico 21 campi minati, 18 dei quali antisommergibile, per complessive 769 mine.
Nell'agosto 1940 la caratteristica venne mutata in S 3 e la nave venne sottoposta a lavori di trasformazione in nave soccorso (adibita ovvero missioni di salvataggio di naufraghi ed equipaggi di aerei abbattuti o precipitati, tenendosi pronta a muovere in mezz'ora), che comportarono l'eliminazione delle sistemazioni per la posa delle mine, l'imbarco di dotazioni mediche – una decina di posti letto ed attrezzature per operazioni chirurgiche d'emergenza e per cure da shock traumatici, ipotermia, annegamento ed ustioni – e personale sanitario e l'adozione della colorazione stabilita dalla Convenzione di Ginevra per le navi ospedale (scafo e sovrastrutture bianche, fascia verde interrotta da croci rosse sullo scafo e croci rosse sui fumaioli). Terminati i lavori, la San Giusto rientrò in servizio nel dicembre 1940.
Partita da Trieste nel dicembre 1940, l'unità avrebbe dovuto raggiungere Tobruk ov'era stata destinata unitamente ad un'altra nave soccorso, l’S 2 Giuseppe Orlando, ma, causa la grave situazione sanitaria provocata dalla fallimentare campagna di Grecia, venne dirottata su Valona, dove imbarcò 21 feriti e 60 malati, che trasportò quindi a Bari.
Invece di raggiungere Tobruk (caduta il 22 gennaio 1941), la San Giusto venne quindi dislocata a Brindisi, dove stazionò per qualche tempo, uscendo in mare solo a scopo preventivo, durante i viaggi aerei di Benito Mussolini in Albania.
In seguito alla perdita dell'Orlando, saltata su una mina nelle acque antistanti Tripoli il 3 maggio 1941, la San Giusto venne inviata a rimpiazzare la nave affondata, partendo quindi da Brindisi alla volta di Tripoli. Mentre tuttavia si accingeva a giungere nel porto tripolino, intorno alle sei del mattino del 15 maggio 1941, la San Giusto urtò a sua volta una mina, verosimilmente alla deriva, ed affondò ad una quindicina di miglia per 250° da Tripoli. Scomparvero nell'affondamento 16 tra ufficiali, sottufficiali e marinai.
La San Giusto aveva svolto due sole missioni come nave soccorso.